# Montagne-Fayel
Montagne-Fayel är en kommun i departementet Somme i regionen Hauts-de-France i norra Frankrike. Kommunen ligger i kantonen Molliens-Dreuil som tillhör arrondissementet Amiens. År 2022 hade Montagne-Fayel 145 invånare.

## Befolkningsutveckling
Antalet invånare i kommunen Montagne-Fayel
| Referens: INSEE |